# Joe Keaton
Pour les articles homonymes, voir Keaton (homonymie).
Joe Keaton, né le 6 juillet 1867 à Terre Haute (Indiana) et mort le 13 janvier 1946 à Los Angeles (Californie), est un acteur américain de la période du cinéma muet, et le père de l'acteur-réalisateur Buster Keaton.

## Biographie
Joseph Hallie Keaton est né à Dogwatch à quelques kilomètres au sud de Terre Haute dans l'Indiana. Lui et sa femme Myra Keaton (née Cutler) étaient tous deux comédiens de vaudeville. Ils jouaient dans une pièce intitulée « Les deux Keaton ». Le succès n'était pas au rendez-vous c'est pourquoi lorsque leur premier enfant Joseph Francis Keaton, plus connu sous le nom de Buster Keaton, eut 3 ans, ils décidèrent de l'inclure dans leur pièce de théâtre alors renommée, "Les trois Keaton". 
Joe Keaton eut un réel impact sur le destin triomphant de son fils Buster. En effet dans leur pièce de théâtre, alors que Buster n'était encore qu'un petit enfant, le clou de chaque spectacle était appelé "le lancer d'enfant". Joe Keaton faisait tourner son fils dans les airs avant de le projeter tantôt dans les coulisses tantôt dans le public. Le petit Buster se devait de garder un visage impassible car à chaque grimace Joe Keaton s'écriait : "Ton visage!, ton visage!". C'est ainsi que dans sa future carrière cinématographique, Buster Keaton sera surnommé : l'Homme qui ne riait jamais.
En 1917, Joe Keaton commence à développer une sévère addiction à l'alcool. Son fils Buster, alors âgé de 22 ans, décide de quitter le trio pour se lancer dans le cinéma. Joe Keaton fera quelques apparitions dans plusieurs des films de Buster Keaton, mais il n'aimait pas le cinéma : "Quel scandale de voir des heures de travail projetées sur un drap sale, pour 10 cents!".disait-il. 
Joe Keaton meurt en 1946 en Californie, fauché par une voiture.

## Vaudeville
- 1900 : The Two Keatons (Les deux Keaton) avec Joe Keaton et sa femme Myra
- 1909 : The Three Keatons (Les trois Keaton) avec Joe Keaton, Myra Keaton et leur fils Buster Keaton
- The Man with a White, Table and three kids (Un homme et sa femme, une table et trois enfants) avec Joe et Myra Keaton et leurs trois enfants Buster, Harry et Louise

## Filmographie
- 1917 : Fatty m'assiste (A Country Hero) de Roscoe Arbuckle
- 1918 : Fatty bistro (Out West) de Roscoe Arbuckle
- 1918 : Fatty groom (The Bell Boy) de Roscoe Arbuckle
- 1918 : Fatty à la clinique (Good Nighy, Nurse) de Roscoe Arbuckle
- 1920 : La Voisine de Malec ou Neighbors de Buster Keaton et Edward F. Cline
- 1920 : Malec champion de golf (Convict 13) de Buster Keaton et Edward F. Cline
- 1920 : L'Épouvantail (The Scarecrow) de Buster Keaton et Edward F. Cline
- 1921 : Malec l'insaisissable (The Goat) de Buster Keaton et Malcolm St. Clair
- 1922 : Grandeur et Décadence (Daydreams) de Buster Keaton et Edward F. Cline
- 1922 : Frigo à l'Electric Hotel (The Electric House) de Buster Keaton et Edward F. Cline
- 1923 : Les Lois de l'hospitalité (Our Hospitality) de Buster Keaton et John G. Blystone
- 1924 : Sherlock Junior (Sherlock Jr) de Buster Keaton
- 1927 : Le Mécano de la « General » (The General) de Clyde Bruckman et Buster Keaton
- 1928 : Cadet d'eau douce (Steamboat Bill Jr.) de Buster Keaton et Charles Reisner
- 1934 : Evelyn Prentice de William K.Howard (rôle non crédité)
- 1935 : Palooka from Paducah de Charles Lamont

## Famille
- Myra Keaton : sa femme
- Buster Keaton : son fils
- Harry Keaton : son deuxième fils
- Louise Keaton : sa fille